# Erpocotyle
Az Erpocotyle a csáklyásférgek (Monogenea) osztályának a Diclybothriidea rendjébe, ezen belül a Hexabothriidae családjába tartozó nem.

## Tudnivalók
Az Erpocotyle-fajok tengeri élősködők.

## Rendszerezésük
A nembe az alábbi 21 faj tartozik:
- Erpocotyle antarctica (Hughes, 1928)
- Erpocotyle canis (Cerfontaine, 1899)
- Erpocotyle carcharhini Watson & Thorson, 1976
- Erpocotyle caribbensis Watson & Thorson, 1976
- Erpocotyle catenulata (Guberlet, 1933)
- Erpocotyle dubium Euzet & Maillard, 1967
- Erpocotyle eugalei Price, 1942
- Erpocotyle francai Teindeiro & Valdez, 1955
- Erpocotyle ginglymostomae (Brooks, 1934) Yamaguti, 1963
- Erpocotyle laevis Van Beneden & Hesse, 1863 – típusfaj
- Erpocotyle maccallumi (Price, 1942)
- Erpocotyle macrohystera Price, 1942
- Erpocotyle microstoma (Brooks, 1934) Yamaguti, 1963
- Erpocotyle modana Iwata, 1991
- Erpocotyle pricei Teindeiro & Valdez, 1955
- Erpocotyle pseudoacanthi Teindeiro & Valdez, 1955
- Erpocotyle schmitti Surianio & Labriola, 1998
- Erpocotyle sphyrnae (MacCallum, 1931)
- Erpocotyle striata (Miller, 1927)
- Erpocotyle tiburonis (Brooks, 1934) Yamaguti, 1963
- Erpocotyle tudes (Cordero, 1944)

Hat taxon nevet vagy a fentiek szinonimájává alakították át, vagy más nemekbe helyezték át.